# Шолой-хан
Шолой-хан (1577—1652) — фактичний засновник держави сецен-ханів монголів у Халхці.

## Життєпис
Походив з роду Герсендзе, старшого сина великого кагана Монголії Даян-хана. Син Муру Буймі і онук Амін-нойона, що мав володіння у східній Халхці. Народився у 1577 році, отримавши ім'я Далай. Точна дата успадкування володінь невідома. Був відомий як Далай-хунтайджі. Втім у 1587 році отримав від Лайхор-хана, що вважався старшим ханом Халхи, титул джинона, що був другим за рангом. У цей же час приймає ламаїзм, сприяв його поширенню у Східній Халхці.
Брав участь у прийнятті загальнохалхських законів. У 1614 році брав участь у з'їзді ханів, що відбувся перед кумирнею Шолой-хана (за однією з версій, неподалік сучасного міста Ундурхан). 1616 року став учасником ще одного халхського з'їзду. Потягом 1620-х років фактично встановив владу над Східною Халхою, 1624 року прийняв титул сецен-хана («мудрого хана»), який визнано 1633 року (письмово його було зафіксовано 1636 року).
На початку 1630-х років надав матеріальну допомогу чахарському хану Лігдену, що воював з маньчжурами, але сам не втручався. 1634 року відправив посольство до маньчжурського володаря Абахая задля встановлення дипломатичних відносин. Водночас укладає союз з тушету-ханом Гомбодорджем, спрямований проти маньчжурської держави Цін, яка на той час захопила східну і південну Монголію. 1636 року Шолой-хан зазнав поразки від Цін, внаслідок чого відбулося послаблення держави, в результаті фактично опинився під зверхністю тушету-ханів.
1640 року відправив сина для участі в монголо-ойратському курултаї в Тарабагаї, де було прийнято Степовий кодекс законів («Ікі Цааджин Бічік»), основою якого стало звичайне право монголів. В цей час загроза з боку Цін посилилася, оскільки війська маньчжурів захопили Північний Китай. Шолой-хан став приймати втікачів з Цін. 1646 року це стало приводом до війни з маньчжурами. Дістав допомогу від тушету-хана. Але коаліція халхських ханів зазнала поразки від цінської армії на чолі із ваном Додо в урочищі Жажибулаг (неподалік від річки Туул). Однак цінська армія не могла далі наступати через значні втрати та необхідність допомогти здолати спротив населення на півдні Китаю. 1648 року Шолой-хан разом з Гомбодорджем відкинув вимогу цінського уряду визнати свою зверхність. 
Натомість спробував встановити дипломатичні відносини з Московським царством, загони якого вже проникли до східного Забайкалля, племена якого платили данину сецен-хану. Втім значні втрати у війні з Цін не дозволили Шолой-хану організувати потужний спротив створенню козаками і московськими стрільцями численних острогів біля Байкалу. разом з тим протистояння з маньчжурами тривало до самої смерті Шолой-хана у 1652 році. Владу успадкував його син Баба-хан.